# كينيث ديفيدسون
كينيث ديفيدسون هو رياضياتي كندي، ولد في 1951.